# 開成会
開成会（かいせいかい）とは、開成学園（旧制共立学校、旧制東京開成中学校、開成高等学校）の出身者を正会員、教職員を特別会員とする同窓会組織。1930年（昭和5年）設立。

## 概要
開成会は、教職員、保護者と共に学園運営の一翼を担い、現在会員数は約2万人を数える。また、職域別、地域別にも多種多様な開成会が置かれており、その社会的影響力は非常に大きいとされる。累計卒業者数はおよそ3万人。
開成会会則第3条（平成30年5月29日改正）によると、「本会は会員相互の親睦を図ると共に、母校の発展に協力することを目的とする。」とある。

## 役員
任期は3年。補充役員は前任者の残任期間を務める。
- 会長：永井良三（自治医科大学学長、COVID-19有識者会議座長）
- 副会長：柳沢幸雄、丹呉泰健
- 幹事長：諸貫隆一
- 副幹事長：石川正和、新宅純二郎、加藤達也

## 支部
必要に応じ地方に支部を置くことができる。支部を置くときは常任幹事会の議を経て会長の承認を受けなければならない。—開成会会則 第2条第3項（平成30年5月29日改正）

### 日本国内地域
- 北海道開成会
- 秋田開成会
- 岩手開成会
- 宮城開成会

- 約70名（2019年）。

- 群馬開成会
- 福島開成会
- 栃木開成会
- さいたま開成会
- 川口開成会

- 約120名（2019年）。
- 開成生徒の父母からなる「開成ゆりの会」と交流を持つ。

- 茨城開成会
- 市川開成会

- 約80名（2019年）。

- 船橋開成会

- 著名なメンバーは、アナウンサー桝井論平。

- 松戸開成会
- 佐倉開成会
- 東葛開成会
- 浅草開成会

- 約80名（2019年）。

- 上野開成会
- 足立開成会
- 荒川開成会
- 板橋開成会
- 江戸川開成会
- 葛飾開成会
- 北区開成会
- 中央区開成会

- 約80名（2019年）。

- 千代田区開成会
- 練馬開成会
- 文京区開成会
- むさしの開成会
- 三鷹開成会
- 静岡県東部開成会
- 開成会東海支部
- 金沢開成会
- 福井開成会
- 関西開成会（旧：関西支部開成会）

- 約100名（2019年）。
- 開成OBの井上信治国際博覧会担当大臣が「2025年大阪・関西万博の成功に向けて」をテーマに記念講演を行った。

- 神戸開成会
- 岡山開成会
- 広島開成会
- 九州開成会
- 宮崎開成会
- 沖縄開成会

### 日本国外地域
- ニューヨーク開成会

- 2003年の情報によれば、会員数は40名程度、その当時は、口コミや新聞紙上が募集手段であった。2019年現在、約60名。
- 構成: 国連総会課長を務める現会長など。

- ロスアンジェルス開成会
- ワシントンDC開成会
- ボストン開成会

- 18名（2019年）。
- ボストン開成会 (kaisei.boston) - Facebook

- ロンドン開成会

- 約30名（2019年）。
- 現会長・川上喜三郎は、ロンドンで市職員や大学教授を務め、早稲田大学建築関係学科の同窓会「稲門建築会」にも所属する。

- 台湾開成会

- 設立準備中。

- アブダビ開成会
- リオデジャネイロ開成会
- シンガポール開成会

- 約45名（2019年）。

- ベトナム開成会

- 約25名（2019年）。

- ジャカルタ開成会

- 12名（2019年）。

- タイ開成会

- 構成: 駐タイ特命全権大使（梨田和也）、国連事務局員、博報堂アジアパシフィック社員、アユタヤ銀行員、バンコック銀行員、時事通信バンコク支局員、NHKアジア総局員など（役職は2021年）。

- バンコク開成会

- 設立準備中（2018年に非公式開催有り）。

## 個々人により設立された開成会の一覧
開成卒業生が個々で小規模の開成会を結成することがある。開成出身者が集えば自由に親睦会等を開催できる。1つの会が単独で集まるだけでなく、2つの会で講演、花火大会鑑賞などの合同開催もある。開成は中学・高校6学年全てにおいて5月の開成学園大運動会を学園最大の行事とし、開成出身者同士が出会った際の会話の端緒は、運動会の所属チームカラーのこととなりやすい。開成会の集まりでも運動会の話が盛り上がる。

### 信仰
- キリスト者開成会

- 宮村武夫主催。宮村が青梅キリスト教会牧師時代（1970年-1986年）に自宅で牧野直之、榎本昌弘と集まったのが最初。榎本は当時、キリスト教と開成に関する月刊の刊行物を発行した。宮村と高校同期の吉枝隆邦によると、同期たちと高校卒業45年記念沖縄旅行で首里福音教会に宮村の話を聞きに行ったとき、かつてはあくまで聞く耳を持たなかった60代の「非クリスチャン」の同期たちが耳を傾けたという。宮村が最終的な居住地として沖縄から移住した千葉県市川市の国府台病院で2019年に死去した後も、宮村が提唱した例会「ペン剣祈祷会」は3か月に1回開催されている。

### 省庁
ある現役官僚によると、開成はOB会を「毎年どの省でもやってる。」。

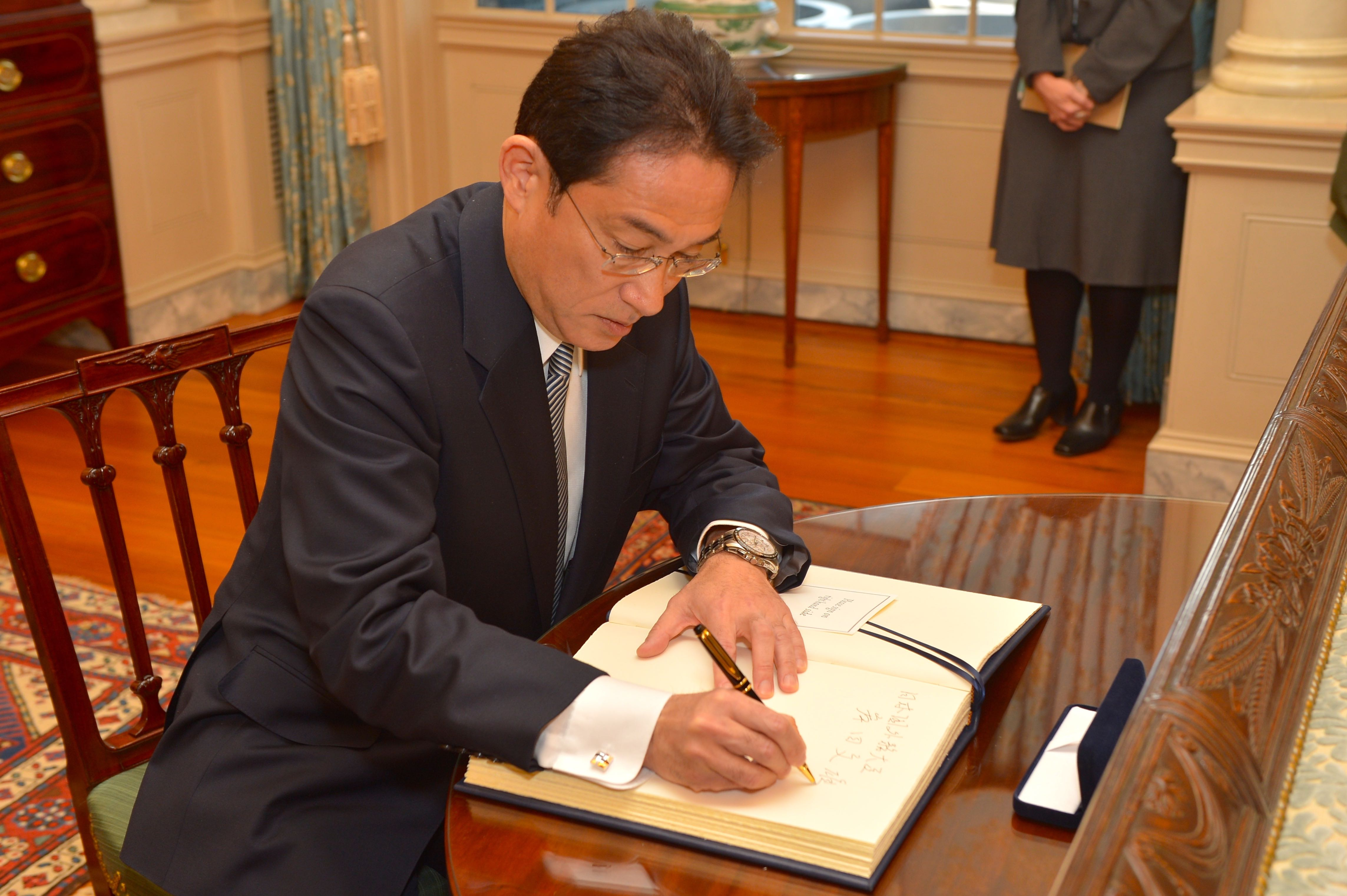
政治家・岸田文雄

- 永霞会（永田町・霞が関開成会）

- 岸田文雄主催。永霞会（えいかかい）は、国会議員と官僚による開成会。設立趣旨は「開成魂を再確認し、日本の未来について研鑽を磨く場」。2017年9月14日に設立総会を開催、約300名が出席、安倍晋三総理大臣の側近北村滋、開成学園理事長・学園長丹呉泰健らの参加が確認されている。2020年2月19日の第2回総会は、東京五輪・パラリンピック大会組織委事務総長武藤敏郎、北村滋らの参加が確認されている。武藤は財務省開成会や金融開成会にも参加している。永霞会は岸田を総理大臣にする会だと見る向きもあるが、永霞会メンバーの国会議員井上信治は、国会議員のメンバーは9人だけであり、約550人の官僚メンバーは自民党総裁選投票ができないため、こうした憶測には困惑しているようだ。（岸田は2021年自由民主党総裁選挙において当選し、第100代内閣総理大臣を務める。）井上は、「OBの政治家と官僚が国のために折に触れて協力し合えばいい」という胸中を語っている。開成OB渡邉恒雄（読売新聞主筆）がこの会に関与し、岸田を総理にする思惑があるという週刊誌報道もある。また、安倍晋三側近の北村滋が果たして岸田派に鞍替えするかのように永霞会に参加するかどうかは注目されていたという。菅義偉総理大臣が安倍政権の官房長官時代、菅の側近と言われる大臣が2人辞任した背景には、ポスト安倍を菅と岸田が争う構図で岸田寄りの官僚たちが動き、そのキーマンが警察官僚である開成会の北村滋であったのだという記事をデータ・マックスが掲載している。
- 前身は「永田町開成会」といい、財務省を主として各省庁と合同で飲み会を開催し、その会が発展し「永霞会」が設立された。

- 国会議員・外務省開成会

- 岸田文雄主催。

- 外務省開成会

- 約15名（2019年）。
- 外務大臣時代の岸田文雄が外務省大臣官房総務課長梨田和也から提案を受け発足した。

- 財務省開成会

- 68名（2017年）。著名なメンバーは、武藤敏郎（東京オリ・パラ組織委事務総長）、丹呉泰健など。現役官僚時代の武藤敏郎が発足させ、当時もう1人だけであった省内開成OBに武藤が声をかけ、後に3人目が加わった。

- 経産省開成会[15]

- 約70名（2019年）。著名なメンバーは、嶋田隆。

- 厚生労働省開成会

- 約20名（2019年）。

- 総務省開成会

- 約15名（2019年）。

- 国土交通省開成会[14]

- 約40名（2019年）。

- 警察庁開成会

- 46名（2017年）。

- 内閣情報調査室開成会

- 4名（2017年）。著名なメンバーは、北村滋（主宰）。北村は警察官僚出身の強面であるも開成時代は文学青年であった。

- 日銀開成会

- 武藤敏郎が日銀副総裁に就任したことを機に、元・日銀理事の田中洋樹たちが会を発展させた。田中は武藤に日銀開成会代表役を依頼した。黒田東彦総裁時代の日銀の相次ぐサプライズ政策に関する本意は、開成人脈内では共有されていたため、ある大臣は側近であった開成OBによってその情報を知り得ることができた。

- 東京都庁開成会

- 再結成準備中。

### 医療
- 医学開成会

- 2008年より会則施行。事務局は千葉大学大学院医学研究院先端応用外科内。
- 2017年に医学開成会の会長に就任した永井良三は、2019年より開成会の現会長を務める。
- 約250-300名（2019年）。
- 公式サイト: http://www.igaku-kaiseikai.jp/

- 産婦人科開成会
- 小児科開成会
- 眼科開成会
- 皮膚科開成会
- 血液内科開成会
- 外科学会開成会[15]
- リュウマチ免疫開成会
- 泌尿器開成会
- 放射線科開成会
- 城南開成医会

- 岸田文雄が祝辞を送ったことがある。

- 桐和会開成会（医療法人社団 桐和会グループ）
- WOTA桐和会合同開成会

- 開成卒でWOTA株式会社役員の奥寺昇平と桐和会開成会の合同開成会。

- 54医学開成会

- 昭和54年卒の医師。

- 横浜医学開成会[17]
- 関西開成会医薬会

- 2018年に第1回開催。大阪市立大学医学部皮膚科特任教授の橋本隆が主催。橋本は皮膚科開成会の会長、名誉会長を歴任。

- 歯科開成会[18]

### 学術
- 地震学開成会
- 理研開成会
- 東京大学工学部開成会
- 慈恵開成会（東京慈恵会医科大学）
- 自治医大開成会
- 日大医学部開成会
- 日本医大開成会
- 千葉大学医学部開成会
- 千葉大学医学部ゴルフ部開成会
- プリンストン開成会[19]

### 職業
- 開成法曹会

- 約400名（2019年）。
- 法律家が経歴に「東大法曹会」などと共に掲載する場合がある。
- 会長は大橋正春（2020年現在）。

- 公認会計士開成会

- 約180-200名（2019年）。
- 創設者・会長は、開成学園監事の渡辺和紀。山内悦嗣は初期メンバー。
- 公式サイト: https://kaiseicpa.hp-ez.com/

- 知財開成会
- IT開成会

- 公式サイト: https://it-kaisei.com/

- 開成建築会[15]

- 芝浦工業大学教授堀越英嗣が発起人。2013年に準備会が発足（11名）、2014年に初開催（17名）。2015年の開催時（22名）には開成学園の建て替え計画、新国立競技場などが話題となる。2016年22名、2017年20名（開成学園150周年記念事業情報交換等）、2018年23名（レクチャー+懇親会）、2019年30名（現場見学会+レクチャー+懇親会）。
- 構成: 著名なメンバーは、芝浦工業大学教授（堀越英嗣）、東京大学教授（西出和彦）、ツクルバ共同創業者（中村真広）など。他、メンバーは次の通り。総合建設会社代表取締役社長（東大前中華料理店「玻璃家（ボーリージャー）」オーナー）、建築設計事務所代表（東大前中華料理店「玻璃家（ボーリージャー）」設計）、総合建材商社取締役会長、竹中工務店役員、アール・アイ・エー上級管理職、清水建設管理職、久米設計管理職、前川國男建築設計事務所出身者、メディアプロジェクト「メニカン」共同主催者、首都大学東京名誉教授、東京大学准教授、京都市立芸術大学美術学部非常勤講師、東京理科大学非常勤講師、数寄屋建築家（慶円寺「本堂」、雲仙市大福寺「門徒会館」、江島神社「奉安殿」、旧柳生藩家老屋敷分家・小山田邸茶室「修楽亭」他）、グッドデザイン賞受賞者（出雲市神門通り観光案内所おもてなしステーション棚「くもなわ」、東日本大震災復興プロジェクト大槌町「御社地公園」）、ベルサイユ賞Exterior Central Asia and the Northeast受賞の建築設計事務所代表取締役（「両国湯屋 江戸遊」）、2015年ネパール地震避難シェルター建設NPO設立者、建築家兼プログラマー（東京大学本郷キャンパス学生広場テント膜、沼津市白隠ミュージアム、アグリジェントシェルターアート他）、多摩市ニュータウン再生推進会議市民委員など。

- 金属開成会

- 2014年に第1回総会開催。
- 構成: 東京工業大学教授、大阪大学名誉教授、鋳物会社社長、日立金属主任技師、神戸製鋼所職員、JFEエンジニアリンググループ会社社長など。（役職は2014年）

- 金融開成会

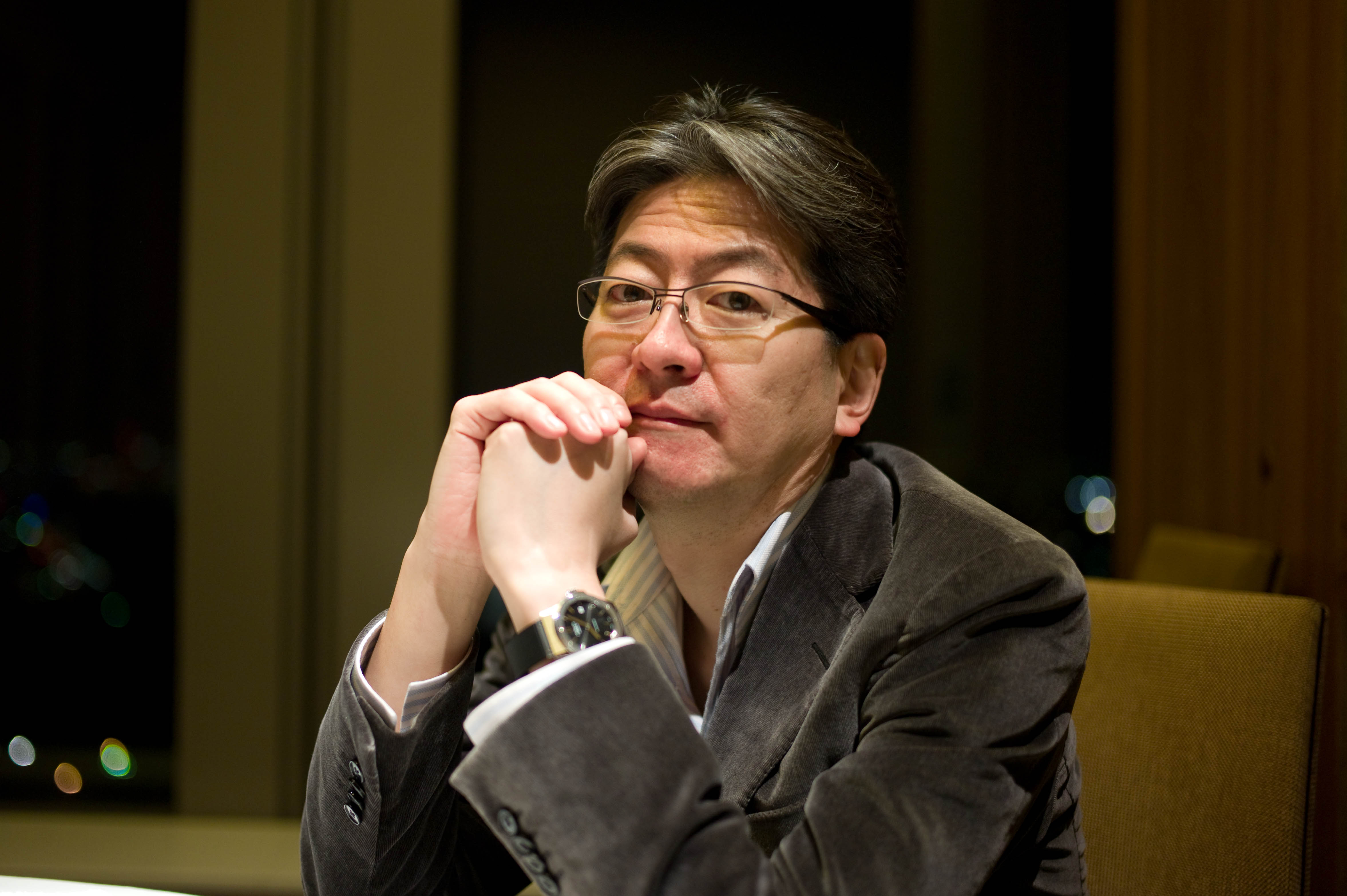
マネックスグループ株式会社代表執行役社長CEO松本大。（金融開成会発案者）

- 2009年に第1回総会開催。2018年の情報では直近の総会に約500名が参加した。
- 構成: 大和総研理事長（武藤敏郎）、大手損保常務、大手投資銀行副頭取、日本銀行局長、財務官僚、マネックス証券社長（松本大）など。（役職は2009年）
- 約800名（2019年）。
- 定期的に約30名の幹事団の集まりというものがあり酒席を設ける他、例えば過去には開成の生徒が水泳学校で利用する「開成学園那古宿舎」（千葉県館山市那古海岸）で、ふんどしの水泳合宿を行った。
- 公式サイト: http://www.finance-kaiseikai.com/

- グローバル開成会[21]

- 日本国外の進学・就職を目指す者、グローバルリーダーを担う者などに対する、グローバル人材の育成・支援。「グローバル」と「金融」で二大開成会として双璧を成し成長し続けている。
- 設立者は齋藤茂樹グローバル開成会代表理事（2021年現在）。
- 著名なメンバーは、ブラックロック・ジャパン会長（井澤吉幸）、ボストン・コンサルティング・グループシニア・アドバイザー（富樫尚人）など。
- 約1000名（2019年）。
- 公式サイト: https://global-kaiseikai.themedia.jp/

### 企業
- 企業コンサルティング開成会

- コンサルティングファーム関係者が在籍。2017年発足。発起人の1人はBCG開成会メンバーでBCG日本の共同代表。
- 約200名（2019年）。

- BCG開成会（ボストン・コンサルティング・グループ）

- 約25名（2019年）。

- ベンチャー開成会

- ベンチャー企業経営者らが在籍。著名なメンバーは、マネックスグループ代表（松本大）、スローガン社長（伊藤豊）、ライフネット生命保険会長（岩瀬大輔）、IBJ社長（石坂茂）、レアジョブ社長（中村岳）、パークシャ・テクノロジー取締役（山田尚史）など。

- アクセンチュア開成会[14]

- 約20名（2019年）。

- 野村総合研究所開成会

- 約35名（2019年）。

- MRI開成会（三菱総合研究所）

- 約30名（2019年）。

- 三菱UFJフィナンシャル・グループ開成会[14]
- MUFG Bank開成会（三菱UFJ銀行）

- 約60名（2019年）。

- 三菱信託開成会
- 三菱商事開成会[14]
- 東京海上HD開成会[14]
- IBM開成会

- 約20名（2019年）。

- トヨタ自動車開成会[14]
- JR東日本開成会[8]
- 東京ガス開成会

- 東京ガスとグループ企業の現役役員・社員、OB。

- 三井物産開成会
- 三越開成会[22]
- 丸紅開成会[8]
- コマツ開成会（ペン剣会）

- 勤続10年で転職した者や退職後20年経過した者でも参加が可能。

### 非公式の地域会
- 弘前開成会[17]
- 白馬開成会

- 2018年に白馬観光開発の社長と地域経済活性化支援機構の職員の2名による活動が報告されている。

- 北京開成会[24]
- 上海開成会[22]
- 香港開成会[25]
- ホーチミン開成会[26]

### スポーツ・趣味・その他
- スポーツ開成会
- 開成走友会

- 2016年発足。マラソンによる親睦。

- 開成OBヨット愛好会
- アマチュア無線開成会

- 1976年に第1回会合開催。
- 公式サイト: http://amplet.tokyo/penken/

- 芸能文化開成会

- 小説家の吉村昭が会長を務めたことがある。

- 六本木ヒルズ開成会
- 取手元開成健児の会

- 取手の元居住者、現居住者、勤務者など。

- 開成会長寿会

- 80歳を超えた開成卒業生の親睦。

- 平成開成会

- 元号「平成」の期間に卒業したOBを開成会の親睦会に呼び込むため、2017年に設立。平成卒OBは、およそ12000人。

## 開成会以外のOB会
- 部活動OB会は、開成柔友会（柔道部OB会）、模型部開成会、那古会（開成水泳部卒業生有志）、開成学園排球部OB会、三美会（開成美術部OB会）、開成学園ラグビー部OB会、ひぐらし会（軟式庭球部OB会）、サッカー部OB会（機関誌は『蹴友』）、艇友会（ボート部OB会）、硬式野球部OB会、開成楽友会（開成学園音楽部OB会）など。
- 卒業年ごとクラスごとのOB会も独自に会名称を考案するなどして親睦会を開催していることがある。歌人・医師の斎藤茂吉もクラス会の「明治三十四年開成会」に参加していた[29]。三島由紀夫の伯父・橋健行は、茂吉のクラスメートであった。茂吉が東京帝大時代の恩師呉秀三について記した随筆『呉秀三先生』の中で橋健行が中学校の同窓生であることや茂吉より2年早く呉の門下生になったことが言及される[注釈 8]。三島の祖母・平岡夏子の弟・大屋敦は茂吉と開成同期。